# Ilse-und-Helmut-Wachter-Preis
Der Ilse-und-Helmut-Wachter-Preis ist ein österreichischer Wissenschaftspreis zur Forschung in der Medizin.
Der Preis – gestiftet von Ilse Wachter und Helmut Wachter (1929–2012) – wird an der Medizinischen Universität Innsbruck vergeben und ist mit 15.000 Euro dotiert.

## Preisträger
- 1999 Avram Hershko und Aaron Ciechanover für die Aufklärung des Ubiquitin-Systems
- 2001 Hanns Möhler für die Aufklärung der Beeinflussbarkeit der Angst durch Benzodiazepine
- 2003 Wolfgang P. Baumeister für die Aufklärung der Struktur und des Mechanismus des Proteasoms
- 2005 Cynthia J. Kenyon für die Entdeckung von Regulationsmechanismen des Alterungsprozesses bei C. elegans
- 2007 Irving L. Weissman für seine Pionierarbeit in der Stammzell-Forschung
- 2010 William A. Catterall für seine herausragende Forschung auf dem Gebiet der Ionenkanalforschung
- 2012 Jean-Laurent Casanova für seine Arbeit über die Genetik von Infektionskrankheiten im Kindesalter
- 2014 Alexander Levitzki für seine Entwicklung der Signaltransduktionstherapie
- 2016 Johannes C. Clevers für seine Pionierarbeit in der Stammzellen- und Krebsforschung
- 2018 Matthias W. Hentze für seine bahnbrechende Forschung auf dem Gebiet der RNA-Biologie